# Crepidiastrum
Crepidiastrum es un género de plantas herbáceas perteneciente a la familia Asteraceae. Es originario de las regiones templadas de Asia.  

## Taxonomía
El género fue descrito por Takenoshin Nakai y publicado en Botanical Magazine 34: 147, en el año 1920.

## Especies
- Crepidiastrum ameristophyllum (Nakai) Nakai in Bot. Mag. (Tokyo) 34: 148. 1920
- Crepidiastrum chelidoniifolium (Makino) Pak & Kawano in Mem. Fac. Sci. Kyoto Univ., Ser. Biol. 15: 56. 1992
- Crepidiastrum daitoense Tawada in J. Geobot. 19: 31. 1971
- Crepidiastrum denticulatum (Houtt.) Pak & Kawano in Mem. Fac. Sci. Kyoto Univ., Ser. Biol. 15: 56. 1992
- Crepidiastrum grandicollum (Koidz.) Nakai in Bot. Mag. (Tokyo) 34: 149. 1920
- Crepidiastrum humifusum (Dunn) Sennikov in Bot. Žurn. 82(5): 115. 1997
- Crepidiastrum integrum (Thunb.) Tanaka in Bult. Sci. Fak. Terk. Kjusu. Imp. Univ. 1: 204, 209. 1925
- Crepidiastrum keiskeanum (Maxim.) Nakai in Bot. Mag. (Tokyo) 34: 149. 1920
- Crepidiastrum koidzumianum (Kitam.) Pak & Kawano in Mem. Fac. Sci. Kyoto Univ., Ser. Biol. 15: 57. 1992
- Crepidiastrum koshunense (Hayata) Nakai in Bot. Mag. (Tokyo) 34: 149. 1920
- Crepidiastrum lanceolatum (Houtt.) Nakai in Bot. Mag. (Tokyo) 34: 150. 1920
- Crepidiastrum linguifolium (A. Gray) Nakai in Bot. Mag. (Tokyo) 34: 152. 1920
- Crepidiastrum platyphyllum (Franch. & Sav.) Kitam. in Acta Phytotax. Geobot. 6: 235. 1937
- Crepidiastrum quercus (H. Lév. & Vaniot) Nakai in Bot. Mag. (Tokyo) 34: 152. 1920
- Crepidiastrum saxatile (A. I. Baranov ex Soják) Pak & Kawano in Mem. Fac. Sci. Kyoto Univ., Ser. Biol. 15: 57. 1992
- Crepidiastrum semiauriculatum N. Yamam. & H. Ikeda in J. Jap. Bot. 84: 224. 2009
- Crepidiastrum sonchifolium (Maxim.) Pak & Kawano in Mem. Fac. Sci. Kyoto Univ., Ser. Biol. 15: 58. 1992
- Crepidiastrum taiwanianum Nakai in Bot. Mag. (Tokyo) 34: 152. 1920
- Crepidiastrum tenuifolium (Willd.) Sennikov in Bot. Žurn. 82(5): 115. 1997
- Crepidiastrum x muratagenii H. Ohashi & K. Ohashi in J. Jap. Bot. 82: 342. 2007
- Crepidiastrum x nakaii H. Ohashi & K. Ohashi in J. Jap. Bot. 82: 339. 2007
- Crepidiastrum x surugense (Hisauti) Yonek. in J. Jap. Bot. 80: 331. 2005
- Crepidiastrum yoshinoi (Makino) Pak & Kawano in Mem. Fac. Sci. Kyoto Univ., Ser. Biol. 15: 58. 1992